# A Naruto negatív szereplőinek listája
Ez a lista Kisimoto Maszasi Naruto című manga- és animesorozatának negatív szereplőit mutatja be. A sorozat története egy kitalált világban játszódik, ahol számos föld verseng a hatalom megszerzéséért. Ezek a földek erőfölényüket olyan nindzsák kiképzésével próbálják biztosítani, akik természetfeletti erőket is képesek bevetni a harc során. A Naruto története két nagyobb részre osztható, melyeket egyszerűen az Első rész és a Második rész a címet viselik. A Második rész cselekménye két és fél évvel az Első rész vége után játszódik. A sorozat egy csoport fiatal nindzsa életét és kiképzését követi nyomon Avarrejtek falujában.

## A szereplők megalkotása és az alapelgondolás
A Naruto negatív szereplőinek megalkotásakor Kisimoto Maszasi elsődleges célja volt, hogy azok a sorozat főszereplőinek erkölcseinek és értékrendjének ellentétét képviseljék. Ez a szempont annyira meghatározó volt a szereplők kialakítása során, hogy Kisimoto ekkor még nem is helyezte őket gondolatban harci körülmények közé. A negatív szereplők külsejének megtervezésekor az elsődleges cél az volt, hogy egyértelműen meg lehessen őket különböztetni a sorozat többi szereplőjétől. Kisimoto véleménye szerint „a hősök és a gonosztevők közötti a különbségeknek nyilvánvalónak kell lenniük” és hogy az eltérő kinézet meg kell, hogy könnyítse az olvasó számára a cselekmény követését. Fontos, hogy mindenki elsőre felismerje, hogy „ez a szereplő egy rosszfiú” még a leghevesebb harcok közepette is. Néhány esetben Kisimoto külön egyes szereplők számára alkotott meg gonosztevőket és annak olyan képességeket adott, hogy azok „érdekessé tegyék a csatákat”. Kisimoto azt is megjegyezte, hogy a negatív szereplők „feltűnő” és „rikító” megjelenése a vezérelvei közé tartozott, és ezzel kívánta biztosítani a gonosztevők egyértelmű megkülönböztethetőségét és azt, hogy „emlékezetesek legyenek”.

## Hangrejtek nindzsái
Hangrejtek faluját Orocsimaru alapította azzal a céllal, hogy kísérleteihez nindzsákat gyűjtsön és elsajátítsa a világ összes dzsucuját. Hangrejtek nem összefüggő falu, több kisebb rejtekhelyből áll a Hang földjén és azon kívül.

### Orocsimaru
Orocsimaru (大蛇丸; Hepburn: Orochimaru) a sorozat egyik legfőbb negatív szereplője. Orocsimaru vékony testalkatú, bőre pedig sápadt, mellyel Kisimoto ki akarta hangsúlyozni a szereplő negatív mivoltát és látványosan megkülönböztetni a főhősöktől. Orocsimaru egykor Avarrejtek nindzsája és a harmadik hokage tanítványa volt. A faluban töltött ideje alatt csapattárasaival, Dzsiraijával és Cunadéval Avarrejtek legerősebb harcosai voltak. A halhatatlanság megszerzése utáni megszállottsága azonban odáig fajult, hogy kísérleteket kezdett folytatni faluja más nindzsáin. Végül elmenekült Avarrejtekből és később csatlakozott az Akacuki nevű bűnszervezethez. Miután rátámadt Ucsiha Itacsira, az Akacuki egy másik tagjára, elhagyta a bűnszervezetet is és megalapította saját faluját, Hangrejteket, hogy onnan próbálja elpusztítani egykori otthonát. A hangrejtekben élő nindzsák akikről tudunk: Kinuta Doszu, Abumi Zaku, Cucsi Kin, Jakusi Kabuto, Akadó Joroi és Curugi Mizumi. Orocsimaru úgy érte el az áhított halhatatlanságot, hogy tudatát újabb és újabb gazdatestekbe helyezi át. A sorozatban az új gazdatestek, köztük Ucsiha Szaszuke testének a megszerzése Orocsimaru cselekedeteinek legfőbb hajtóere. További gazdatestei pedig a sajátja (az anime-megjelenése előtt), Siore (első megjelenése a Csúninvizsga második fordulójának végéig), egy ismeretlen női test (a Hokagéval való harc során használta, és akkor vesztette el a kezeit is), illetve Genjúmaru (nem tudott tovább várni Szaszukéra, így új gazdatestbe szökött), valamint a Második rész folyamán kiderül, hogy ő dühítette fel a kilencfarkút, és akkor már egy ismeretlen nő testében volt.
Mivel Orocsimaru gyakran váltogatja gazdatesteit és megjelenését az animében több szinkronszínész is kölcsönözte neki a hangját. Az eredeti japán változatban legtöbbször Kudzsira, fű nindzsaként női testben való megjelenései alkalmával Jamagucsi Juriko, egy másik fiatal női testben való megjelenésekor Kodzsima Szacsiko, gyermekként pedig Jamagucsi Majumi hangján szólal meg. Az angol változatban általában Steven Jay Blum, fű nindzsakánt Mary Elizabeth McGlynn, fiatal női testben való megjelenésekor Michelle Ruff kölcsönöte Orocsimaru hangját. A Jetix és az Animax által sugárzott magyar változatban egyaránt Orocsimaru Láng Balázs hangján szólal meg, akit a Naruto 169. részétől Maday Gábor helyettesített. Orocsimaru fű nindzsaként a Jetix magyar változatában Kerekes Andrea, az Animax által sugárzott magyar változatban pedig Zborovszky Andrea, fiatal női testben való megjelenésekor Kiss Virág hangján szólalt meg.

### Jakusi Kabuto
Jakusi Kabuto (薬師カブト; Hepburn: Kabuto Yakushi) Orocsimaru első embere. Gyermekként a csatamezőn talált rá Avarrejtek egyik orvosi nindzsája, aki saját fiaként nevelte fel őt. Felnőve Kabuto több föld és szervezet számára is kémkedni kezdett, közöttük az Akacuki nevű bűnszervezetnek is, ami parancsára állt Orocsimaru szolgálatába. Kabuto korábbi kapcsolatait felhasználva jut értékes információkhoz Orocsimaru számára, így például a csúnin vizsgán mint Avarrejtek lakosa vett részt, két társával: Akadó Joroival és Curugi Mizumival, hogy a többi vizsgázóról szerezzen adatokat. Bár Kabuto saját kijelentése szerint hűséges Orocsimaruhoz, ő azonban egyáltalán nem biztos benne, hogy Kabuto valójában kinek is az oldalán áll és azt gyanítja, hogy titokban ellene dolgozik.
Kabuto Cunadéhoz hasonlóan kimagaslón ügyes gyógyító: képes a test halott sejtjeit újjáéleszteni, hogy azok gyors osztódásba kezdjenek; csakrájából képes szikét formálni, melyet akár harcok során is be tud vetni. Kabuto képességeit Orocsimaru is felhasználja emberkísérletei során, általában hogy a kísérleti alanyait valamivel tovább tudja életben tartani. Az Első rész során Kabuto titkosügynökként Avarrejtekben próbálja előkészíteni Orocsimaru közelgő invázióját, majd a sikertelen támadás után visszatér Hangrejtekbe. A Második részben, Orocsimaru halála után halott gazdája maradványait saját testébe olvasztja, abban a reményben, hogy ez által nagyobb erőre tehet szert és hogy többé ne kelljen szolgálnia senkit. Orocsimaru maradványai azonban megpróbálják átvenni a hatalmat a teste felett. Uzumaki Narutóval is összetűzésbe kerül. Ekkor megígéri, hogy miután sikerül úrrá lennie a maradványokon, előbb Szaszukét majd Narutót is meg fogja ölni. Pain halála és az öt kage találkozója után megjelenik, a már teljes mértékben Orocsimaru képességeivel rendelkező Kabuto, aki szövetséget ajánl Madarának, s ereje fitogtatásául feltámasztja az Akacuki megölt tagjait, pár kagét és többi nindzsákat.
Az eredeti animében Kabuto hangját kölcsönző szeijú Canna Nobutosi, angol szinkronhangja Henry Dittman. A Jetix magyar változatában Kabuto Breyer Zoltán, az Animax által sugárzott magyar változatban pedig Fekete Zoltán hangján szólal meg.

### A Hang Négyese
A Hang Négyese (音隠れの忍四人衆; Otogakure no Sinobi Jonin Sú) Orocsimaru elit testőrsége. Első megjelenésük Orocsimaru inváziója közben volt Avarrejtek ellen, de fontos szereplői a cselekménynek csak azután váltak, hogy Ucsiha Szaszuke megpróbálta elhagyni Avarrejteket és csatlakozni Hangrejtekhez. Bár a Hang Négyesét megölik Avarrejtek nindzsái, Szaszukénak mégis sikerül megszöknie. A csapat neve egy ideig a Hang Ötöse volt, mivel kénytelenek voltak elfogadniuk Kimimarót vezetőjüknek, miután az mindegyiküket legyőzte egy csatában. Miután Kimimaro betegsége miatt már nem képes vezetni őket, a csapat visszavette eredeti nevét. A csapat elsősorban védőmezők, falak és pecsétek használatára specializálódott. Orocsimaru mindegyiküket ellátta más-más fajta átokbillogjával, mely által nagyobb befolyást képes gyakorolni rajtuk és erejüket is képes megnövelni.

#### Dzsiróbó
Dzsiróbó (次郎坊; Hepburn: Jirōbō) a Hang Négyesének első tagja aki feltűnik a sorozatban. Kisimoto Maszasi a csapatból harmadikként alkotta meg őt a Hang Négyesének legtermetesebb tagjaként. A csapatban Dzsiróbó testi ereje a legnagyobb: egész szikladarabokat képes felemelni és könnyedén nagy távolságra elhajítani. Képes mások csakráját elszívni és azzal saját energiáját pótolni. Egyik csapattársa, Tajuja állandóan kövérnek nevezi Dzsiróbót testmérete és a csakra „bekebelezése” miatt, amit Dzsiróbó egyáltalán nem hall szívesen. Mikor Ucsiha Szaszuke elhagyja Avarrejteket Dzsiróbó Akimicsi Csódzsival veszi fel a harcot, akit annak derékbősége méretével kezd sértegetni. Csódzsi ezután annyira feldühödik, hogy egyszerre három katonapirulát vesz be, ami olyan mértékben megnöveli az erejét, hogy könnyűszerrel harcképtelenné teszi Dzsiróbót, majd agyonnyomja a nagy kezével.
Az eredeti animében Dzsiróbó hangját kölcsönző szeijú Mijake Kenta, angol szinkronhangja Michael Sorich. Az Animax által sugárzott magyar változatában Dzsiróbó Hegedűs Miklós hangján szólal meg.

#### Kidómaru
Kidómaru (鬼童丸; Hepburn: Kidōmaru) másodikként mutatkozik be a sorozatban Hang Négyesének csapatából, de ő volt az első akit Kisimoto Maszasi megalkotott a csapatból. Kidómaru a pókokra jellemző tulajdonságokkal rendelkezik; hat karja van, egy harmadik szeme és képes hálót vetni a szájából. A háló anyaga testnedvekből és csakrából áll, olyan erős mint az acél, így bármit képes fogságban tartani. Ezen a hálón kívül képes egy aranyszínű hálót is kibocsátani ami oxigénnel érintkezve megszilárdul. Ebből az anyagból Kidómaru páncélt és fegyvereket tud formálni. Ezen kívül egy óriási pókot is képes megidézni. Kidómaru a harcot játéknak tekinti, amiben igen nagy örömét leli. Mikor Uzumaki Naruto és csapata megpróbálja visszahozni barátját, Ucsiha Szaszukét Hangrejtekből, Kidómaru Hjúga Nedzsivel veszi fel a harcot. Annak ellenére, hogy Kidómarunak sikerül kiismernie Nedzsi gyengeségeit, az mégis megöli őt, bár kis híján maga is belehal az ütközetbe.
Az eredeti animében Kidómaru hangját kölcsönző szeijú Csiba Szuszumu, angol szinkronhangja Peter Lurie. Az Animax által sugárzott magyar változatában Kidómaru Oroszi Tamás hangján szólal meg.

#### Szakon és Ukon
Szakon (左近; Hepburn: Sakon) és Ukon (右近) ikertestvérek, akik egyazon pozíciót töltik be a Hang Négyesében. Szakon az utolsó szereplő volt akit Kisimoto megalkotott a csapat tagjai közül. Kisimoto először nem tudta eldönteni, hogy Szakon melyik pozitív szereplő ellenfele legyen, végül azonban úgy döntött, hogy Inuzuka Kiba és Akamaru ellenfele lesz. Hogy az erőviszonyokat kiegyenlítse, Szakon mellé megalkotta Ukont. A csaták során Szakon szeret játszani az ellenfeleivel, így látványos, de kevéssé hatékony technikákat vet be. Vele szemben Ukon türelmetlen és szeret gyorsan véget vetni a harcnak. Vérörökségük révén a testvérpár képes egyetlen testé összeolvadni. Ukon általában Szakon testébe olvad bele és annak testéből csak feje türemkedik ki Szakon hátán. Harc közben Ukon képes saját karjait és lábait is kinyújtani Szakon testéből így erősítve Szakon támadásait és védelmét. A két testvér nem csak egymással, de másokkal is képes összeolvadni, így például egy ellenféllel is, akinek így testét belülről képesek elpusztítani. Mikor Uzumaki Naruto és csapata megpróbálja visszahozni barátját, Ucsiha Szaszukét mielőtt még eljut Hangrejtekbe, Szakon és Ukon Inuzuka Kibával és Akamaruval veszik fel a harcot. Mikor már majdnem sikerül legyőzniük őket, a harcba Kankuró is bekapcsolódik és végez a testvérpárral.
Az eredeti animében Szakon és Ukon hangját kölcsönző szeijú Szakuja Sunszuke, angol szinkronhangjuk Brian Beacock. Az Animax által sugárzott magyar változatában Szakon Jánosi Ferenc és Ukon pedig Tokaji Csaba hangján szólal meg.

#### Tajuja
Tajuja (多由也; Hepburn: Tayuya) negyedikként mutatkozik be a sorozatban Hang Négyesének csapatából. Kisimoto Maszasi másodikként alkotta meg őt a csapat számára, mint az egyetlen nőt a Hang Négyesében. A harcok során Tajuja egy furulya segítségével irányít három bestiát amitek ő maga is idéz meg. A bestiák fizikai támadásokat hajtanak végre Tajuja helyett, de képesek más, kígyószerű lényeket is kibocsátani magukból, amik elszívják az ellenfél csakráját. Miután ily módon legyengíti ellenfeleit, képes azokat illúziókkal fogságban tartani amiket furulyájával idéz meg. Mikor Uzumaki Naruto és csapata megpróbálja visszahozni barátját, Ucsiha Szaszukét Hangrejtekből, Tajuja Nara Sikamaruval veszi fel a harcot, de annak intelligenciája miatt kénytelen puszta erejére hagyatkozni, hogy győzelmet arasson. Mikor már majdnem legyőzi Sikamarut, Temari is bekapcsolódik a harcba és egy-két szél-idézéssel megöli őt.
Az eredeti animében Tajuja hangját kölcsönző szeijú Vatanabe Akeno, angol szinkronhangja Kari Wahlgren. Az Animax által sugárzott magyar változatában Tajuja Balogh Cecília hangján szólal meg.

#### Kimimaro
Kimimaro (君麻呂; Hepburn: Kimimaro Kaguya) a Kaguja klán (かぐや一族) utolsó tagja és Orocsimaru egyik legerősebb harcosa. Miután viszály-kedvelő családja a csaták során életét vesztette, Orocsimaru viselte gondját Kimimarónak. Kimimaróban ezért az a hit alakult ki, hogy Orocsimaru az egyetlen személy aki törődik vele, amit feltétel nélküli hűséggel viszonzott. Klánjának véröröksége a Sikocumjaku (屍骨脈) ami lehetővé teszi számára, hogy megváltoztassa saját csontszerkezetét. Képes csontokat növeszteni testén, amiket a harcban fegyverként tud használni. A Sikocumjaku segítségével csontjait acél-keménységűvé tudja szilárdítani, ami a legtöbb sérüléssel szemben megvédi őt. Különleges képessége miatt Orocsimaru őt akarta felhasználni következő gazdatestének, de Kimimaro egy betegség miatt alig tudta elhagyni az ágyát. Hogy gazdájának mégis kedvében járjon a Hang Négyesével együtt elindult, hogy biztosítsa Ucsiha Szaszuke biztonságos megérkezését Hangrejtekbe. Mikor a Hang Négyese összecsapott Uzumaki Narutóval és csapatával, akik meg akarták állítani Szaszukét, Kimimaro Rock Lee-vel és Gárával vette fel a harcot. Kimimarónak majdnem sikerült mindkettejüket megölnie, de végül ő maga halt meg a harcmezőn betegsége miatt.
Az eredeti animében Kimimaro hangját kölcsönző szeijú Morikava Tosijuki, gyermekként való megjelenései során pedig Cumura Makoto. Szinkronhangja az angol nyelvű változatban Keith Silverstein, gyermekként Kari Wahlgren. Az Animax által sugárzott magyar változatában Kimimaro Pál Tamás, illetve gyermekként való megjelenése alkalmával Ducsai Ábel hangján szólal meg.

## Akacuki

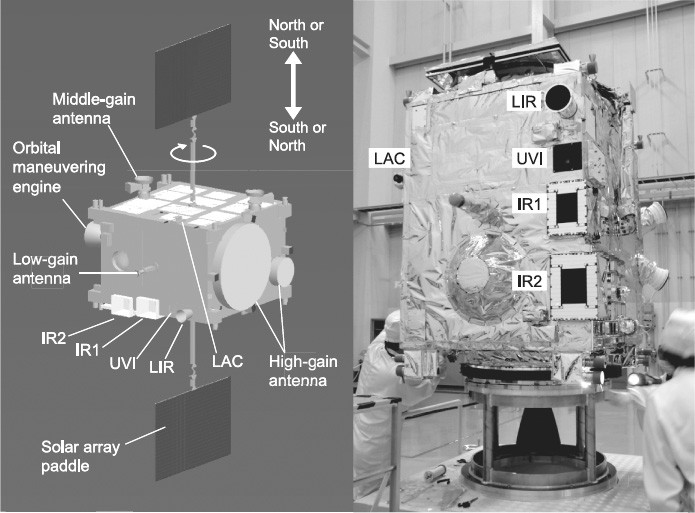
Az Akacuki tagjai: Balról jobbra haladva, Zecu, Deidara, Kakuzu, Ucsiha Obito, Konan (hátul), Hidan (elöl), Ucsiha Itacsi, Pain és Hosigaki Kiszame

Az Akacuki (暁; Hepburn: Akatsuki) tíztagú bűnszervezet, amely olyan nindzsákat tömörít, akik elhagyták falujukat. A szervezet kevés jelentőséggel bír a sorozat Első részében és csak a Második részben válnak a Naruto főhőseinek fő ellenfeleivé. Az Akacuki tagjai hosszú, fekete, magas gallérú köpenyükről ismerhetők fel, melyet vörös felhők díszítenek. A szervezet tagjai egyedi gyűrűket viselnek, amik szintén Akacuki-tagságukat jelzik. A szervezet tagjai kétfős csoportokban teljesítik küldetéseiket, de a tagok közötti kapcsolat igen laza; csak a közös cél elérése érdekében működnek együtt és nem igazán törődnek azzal, ha egyik társuk elesik a harctéren. Orocsimaru még a sorozat cselekményének kezdete előtt hagyta el az Akacukit és gyűrűjét is magával vitte, ami miatt a szervezet taglétszáma a történet során nem lépi túl a kilencet.

Az Akacuki szimbóluma, a vörös felhő

Az Akacukit Ucsiha Madara alapította, miután száműzték falujából, Avarrejtekből. A szervezet eredetileg csupán Madara tevékenységét fedezte, de hamarosan a bérgyilkosság és a kémkedés is része lett az Akacuki tevékenységei körének. A sorozat kezdetekor az Akacuki céljai már nem kevesebbek mint a világ feletti teljhatalom megszerzése. Hogy ezen célját elérje, az Akacuki tevékenysége egyre aktívabb lesz a sorozat előrehaladtával, melynek fontos része, hogy megpróbálják összegyűjteni a kilenc farkas démont. A szervezet minden tagjának más démon, vagy annak hordozójának elfogása a feladata, akikből azután ha szükséges kivonják a démont és elzárják későbbi terveikhez. Az Akacuki vezetőjének, Painnek a magyarázata szerint, miután összegyűjtötték mind a kilenc démont, a szervezet elég erős lesz hozzá, hogy ők irányítsák a háborúkat. Mivel a világ kormányai képtelenek lesznek ellenállni a démonok erejének, az Akacuki akadály nélkül átveheti majd a hatalmat. A manga 460. fejezetéig bezárólag az Akacuki összesen hét démont fogott el (Sukaku, Matabi, Iszobu, Szon Gokú, Koukó, Szaiken, Csómei, azaz Narutót és Gyilkos Méhet nem fogták el).

### Ucsiha Itacsi
Ucsiha Itacsi (うちはイタチ; Hepburn: Itachi Uchiha) Avarrejtek egykori nindzsája, fiatal korában az Ucsiha klán csodagyereke, az ANBU volt tagja, az Akacukiban Hosigaki Kiszame társa. Itacsi a sorozat cselekménye folyamán mint gonosztevő jelenik meg, aki egymaga felelős klánja és családja lemészárlásáért, és aki öccsét, Ucsiha Szaszukét csak azért hagyta életben mert még arra sem tartotta méltónak, hogy megölje. Halála időpontjában negatív szerepe némiképpen tompul: kiderül, hogy Ucsiha Madarának is szerepe volt a mészárlásban és hogy a klán kiirtását Avarrejtek vezetőinek parancsára hajtotta végre, hogy ezzel megakadályozzák a klán hatalomátvételét és egy esetleges újabb nindzsa háború kitörését. Bár Szaszuke meggyilkolását is elrendelték, Itacsi nem volt képes megölni öccsét és megzsarolta megbízóit, hogy biztosítsák Szaszuke sértetlenségét, különben nyilvánosságra hozza az igazságot az Ucsiha klán legyilkolásával kapcsolatban. Itacsi a maga részéről elfogadta gonosztevő-szerepét, soha nem árulta el megbízóit és még ösztönözte is Szaszukét, hogy testben és lélekben erősödjön meg, hogy egyszer képes legyen megölni őt és ezzel megbosszulni családja halálát.
A sorozat folyamán Itacsi folyamatosan megpróbál kitérni a harc elől, és erőszakmentes megoldást keres. Ha mégis harcra kényszerítik, általában csak önvédelemből küzd. Itacsi kimérten tanulmányozza ellenfelei mozdulatait Saringan-szemével, majd pedig illúziókban ejti fogságba őket egyetlen mozdulattal vagy pillantással. Néha Mangekjó Saringanjának másik két képességét is beveti, de ezt igyekszik elkerülni, mivel ezzel saját egészségét és látását teszi kockára. A Cukujomi (月読) segítségével képes egy illúzióban fogságban tartani ellenfelét annak saját tudatában, ahol a téren és az időn is teljes uralmat gyakorol. Ebben az illúzióban néhány perces kínzás napoknak tűnik ellenfele számára. Második, Amateraszu (天照) nevű támadásával fekete lángokat képes szítani, melyek egészen addig lángolnak amíg ellenfeléből csak hamu marad. A harmadik, Szuszanó (須佐能乎) nevű képességével képes előhívni egy szellemharcost, ami Itacsi oldalán harcol, megvédi a támadásoktól, kardja pedig mindent átvág. A Szaszukéval való végső összecsapásuk alkalmával, ahol szándékához hűen életét veszti, az Amateraszut átülteti öccse szemébe abban a reményben, hogy ez képes lesz megvédeni Szaszukét Madarától. Kabuto később az Edo-Tenseivel feléleszti és Naruto ellen küldi, de végül Narutónak és Gyilkos Méhnek segít. Meglátja útközben Sasukét és bevall neki mindent, például, hogy szereti. Odamennek Kabutóhoz, akit le is győznek és feloldják az Edo-Tenseit. Itacsi mindhárom képessége sintó istenek nevét viseli. Cukujomi a Hold, Szuszanó a tenger és a vihar, Amateraszu pedig a Nap istene.
Az eredeti animében Itacsi hangját kölcsönző szeijú Isikava Hideo. Az angol nyelvű változat 29. és 30. epizódjában Skip Stellrecht, az utána következő részekben Crispin Freeman kölcsönözte a szereplő hangját. A Jetix magyar változatában Itacsi Jakab Csaba, az Animax által sugárzott magyar változatában pedig Sótonyi Gábor hangján szólal meg.

### Hosigaki Kiszame
Hosigaki Kiszame (干柿鬼鮫; Hepburn: Kisame Hoshigaki) Ködrejtek egykori nindzsája, az Akacukiban Ucsiha Itacsi társa. Annak ellenére, hogy a szervezet tagjai között igen barátságtalan a viszony, Kiszame és Itacsi jól kijönnek és törődnek egymással. Mikor Kiszame még Ködrejtek falujához tartozott, egyike volt a Köd Hét Kardforgatójának, egy erőszakos nindzsacsapatnak. Pikkelyekkel borított Szamehada (鮫肌, ’Cápabőr’) nevű kardja, amit csak ő, és elődje Szuikazan Fuguki képes forgatni, magába tudja szívni mások csakráját. Kiszaménak cápákra emlékeztető külseje van: sápadt, világoskék bőre, kopoltyúra emlékeztető arcmintázata és éles, háromszögletű fogai. Harc közben gyakran használja fel a vizet, melyet cápa-formájúra képes alakítani és azzal támadni ellenfelét. Ha nincs a közelében elegendő víz, önmaga is képes akár egész tavat létrehozni. Kiszame hatalmas csakratartalékokkal rendelkezik. Még ha csak ereje 30%-a felett gyakorol is irányítást, ez a mennyiség nagyjából megegyezik azzal, amit Naruto használt fel a Nagy Csúnin-választó Vizsga során a Kilencfarkú rókadémon támogatásával. Miután Szaszuke és csapata kudarcot vallott a Hacsibi elfogásával, Kiszame kapta ezt a feladatot. A Hacsibi dzsincsúriki, Gyilkos Méh elleni harcában használta különleges képességét: egy cápává olvadt össze a Szamehadával, amihez ha valaki hozzáér, akkor annak elszívja a csakráját. Ekkor váratlan dolog történt: Szamehadanak jobban "ízlett" Gyilkos Méh csakrája, ezért otthagyta Kiszamet és be akart épülni Méh testébe, de Kiszame elrúgta a kardot és Méh kardjai közül vett egyet magához. Gyilkos Méh csakráját elszívta, ezután le akarta vágni a lábait, hogy ne menekülhessen el, azonban ekkor érkezett meg a Raikage és két testőre. A Raikage és Gyilkos Méh egy egyesített csapással lefejezték Kiszamét. Később derült ki, hogy akit megöltek az Zecu egyik klónja volt és Kiszame a Szamehadába rejtőzve beszivárgott Felhőrejtekbe, hogy ott végezzen Gyilkos Méhhel.
Az eredeti animében Kiszame hangját kölcsönző szeijú Dan Tomojuki, angol szinkronhangja Kirk Thornton. Az Animax által vetített változatában Kiszame Kisfalusi Lehel hangján szólal meg.

### Deidara
Deidara (デイダラ) Sziklarejtek egykori nindzsája. Mielőtt Ucsiha Itacsi kényszerítette, hogy csatlakozzon az Akacukihoz bér-terroristaként dolgozott. Annak ellenére, hogy a szervezet tevékenységével teljes mértékben egyetért, Itacsit és egész családját ki nem állhatja, mivel úgy hiszi Saringan-szemük miatt lenézik az ő képességeit. A szervezethez való csatlakozása után Szaszori társa lett, akit Deidara mestereként tisztelt annak művészi tehetsége miatt. Szaszori helyére annak halála után Tobi kerül. Bár eleinte nem állhatja Tobit annak magatartása miatt, Deidara hasonló helyzetbe kerül mint egykor Szaszori: Tobi tanítója lesz és törődni kezdett társa jólétével is. Deidara a kezén lévő szájakon keresztül képes agyagot fogyasztani és saját művészetéhez felhasználni azt, vagyis robbanó szobrokat tud előállítani belőle. Deidara szobrai bármilyen formájúak lehetnek; a megszületésük és felrobbanásuk közötti időszak alatt pedig Deidara képes életre kelteni és irányítani őket. Deidara rendkívül bízik szobrai képességeiben, úgy érzi alkotásai legyőzhetetlenek.Deidarának az a furcsa szokása, hogy minden mondata után azt mondja: "Hm". Mikor Ucsiha Szaszuke, Itacsi öccse szisztematikusan képes volt legyőzni alkotásait, Deidara saját magát alakította át egy élő bombává, hogy így pusztítsa el Szaszukét és bebizonyítsa művészete felsőbbrendűségét. Végül azonban öngyilkos tervével sem sikerült legyőznie Sasukét. A későbbi nagy Ninja Háborúban Kabuto a többi Akatsuki taggal együtt feltámasztja.
Az eredeti animében Deidara hangját kölcsönző szeijú Kavamoto Kacuhiko, az angol változat 135. epizódjában Deidara cameo-megjelenése alkalmával Quinton Flynn, a többi epizódban pedig Roger Craig Smith kölcsönözte a szereplő hangját.

### Szaszori
Szaszori (サソリ; Hepburn: Sasori) Homokrejtek egykori nindzsája. Szüleit fiatal korában vesztette el kakasi apja, Hatake Szakumo miatt, így őt nagyanyja, Csijo nevelte fel. Felnőve szülei szeretetének hiánya miatt elhagyta faluját és csatlakozott az Akacukihoz, ahol Orocsimaru társa lett. Miután Orocsimaru elhagyta a szervezetet Szaszori új társa Deidara lett, aki csodálattal adózott Szaszori művészi tehetségének. Mielőtt Szaszori elhagyta Homokrejteket, nagyanyja megtanította neki a báb-technikát, amit ő az évek során a saját igényei szerint tovább finomított. Sikerült kifejlesztenie egy módszert, mellyel emberi holttesteket bábokká tud alakítani és ezek a bábok a halott minden dzsucuját és különleges képességét is birtokolják. Végül saját testét is bábbá változtatta, mely örök élettel és azzal a képességgel ruházta fel, hogy egyszerre több száz bábot irányítson. Minden bábjának fegyverzetét Szaszori saját készítésű mérgével vonja be, mely erős fájdalmat és végül halált okoz. Haruno Szakura azonban képes volt előállítani a megfelelő szert a méreg közömbösítésére, így ő és Csijo szembe tudtak szállni Szaszorival. Kettejüknek végül sikerült elpusztítaniuk Szaszori szívét, egyetlen szervét mely változatlan maradt mikor testét bábbá változtatta, és ezzel megölniük őt.
Az eredeti animében Szaszori hangját kölcsönző megjelenései alkalmával különböző szeijúk adták. Mikor Hiruko nevű, skorpióra emlékeztető bábjában foglalt helyet Aojama Jutaka, gyermekkori megjelenése alkalmával Jadzsima Akiko, felnőttként pedig Szakurai Takahiro szinkronizálta. Az angol változatban Hiruko hangját J. B. Blanc, gyermekkori megjelenése alkalmával Kari Wahlgren, felnőttként pedig Johnny Yong Bosch kölcsönözte a hangját.

### Zecu
Zecu (ゼツ; Hepburn: Zetsu) fűrejtek volt nindzsája és az Akacuki egyetlen olyan tagja, aki rendszeresen egyedül teljesít küldetéseket. Ez részben azon különleges képessége miatt van, hogy egybe tud olvadni tárgyakkal, vagy akár a földdel is, mely nagyon gyors helyváltoztatást tesz számára lehetővé. Zecu számos feladatot lát el a szervezeten belül, de elsősorban megfigyelő, őrszem és kém. Fejét egy, a vénusz légycsapója csapdáihoz hasonló száj veszi körül, és a kannibalizmus sem idegen tőle, ezért az Akacuki gyakran bízza rá olyan holttestek eltüntetését, amit nem akarják, hogy megtalálják. Zecu testének két oldala eltérő pigmentációjú, jobb oldala fekete, bal oldala pedig fehér. Mindkét oldala más személyiséggel és tudással rendelkezik, ami gyakran vitákhoz is vezet két fele között. Ezen képessége azonban rendkívül hasznos: miközben az egyik személyisége részt vesz a farkas démonok lepecsételésében, addig a másik őrködik. Ha szükséges a két fél képes különválni és egymástól függetlenül tevékenykedni. Zecu fehér oldala képes tökéletes klónokat létrehozni saját magából vagy akárkiről, akit megérint, illetve spóráival képes az áldozatát bekebelezve támadni. Fekete oldalának képességei még nem kerültek bemutatásra. Az első hokage DNS-ének és a farkas démonok csakrájának felhasználásával Ucsiha Madara számtalan klónt készített Zecu fehér oldalából, hogy katonákként felhasználja őket a negyedik nagy nindzsaháború alatt. Miután Madara hadat üzen, Zecu parancsot kap, hogy gondoskodjon Szaszukéról és vadássza le a földesurakat, illetve hatoljon be tökéletes klónjaival az Egyesített Sinobi Haderő orvosi táborába zavart kelteni. Kisimoto egyik fő vezérelve az Akacuki tagjainak megalkotásakor az volt, hogy a szereplők több, nem emberi jegyet is viseljenek. Zecu két, fekete és fehér oldala kettős személyiségének kihangsúlyozását szolgálja. Ezen két személyiségét az eredeti, japán nyelvű mangában az is még jobban elkülöníti, hogy a szóbuborékokban Zecu fekete oldalénak szövege katakana, míg fehér oldalának szövege kandzsi és kana írásjelekkel szerepel.
Az eredeti animében Zecu hangját kölcsönző szeijú Tobita Nobuo. Az angol nyelvű változatban a 134. epizódban Zecu fekete oldalának Michael Sorich, fehér oldalának pedig Brian Beacock a szinkronhangja, a további epizódokban Zecu mindkét oldalának szinkronhangja Travis Willingham. Egy pillanatra az Első Részben szerepelt, ottani szinkronhangja nem ismert.

### Hidan
Hidan (飛段) Jugakure (湯隠れの里, ’Meleg vízben rejtőző falu’) falujának egykori halhatatlan, nagyszájú nindzsája, az Akacukiban Kakuzu társa. Hidan a Dzsasin (ジャシン; Hepburn: Jashin) nevű vallás követője, mely az azonos nevű istent tiszteli és a halálon és pusztításon kívül minden mást bűnnek tekint. Vallásának kísérletei vezettek egyedi képességének kifejlesztéséhez: miután fogyasztott ellenfele véréből és utána Dzsasin háromszögű jelképét a földre rajzolta, képes egy vudubaba-szerű összeköttetést létrehozni saját maga és ellenfele között. Ezen keresztül minden Hidan testét érő sérülés az ellenfelén is jelentkezik, így Hidan úgy képes végezni ellenfelével, hogy saját magán ejt halálos sebeket. Mivel Hidan halhatatlan, ezzel saját életét nem veszélyezteti, egyébként akik a Dzsasin vallást követik, azoknak beteges módon élvezniük kell a fájdalmat. Miután Hidan ezen képességével megöli Szarutobi Aszumát, annak tanítványa, Nara Sikamaru megesküszik, hogy megbosszulja tanára halálát. Kettejük küzdelme során Hidan teste felrobban, Sikamaru pedig egy olyan helyre temeti Hidan még eleven maradványait, ahol még az Akacuki tagjai sem találhatják meg és rakhatják újra össze. Az események után az Akacuki már nem tekinti a szervezet tagjának Hidant.
Az eredeti animében Hidan hangját kölcsönző szeijú Teraszoma Maszaki, angol szinkronhangja az animében Chris Edgerly, a Naruto Shippūden: Clash of Ninja Revolution 3-ban pedig Wally Wingert.[forrás?]

### Kakuzu
Kakuzu (角都) Vízesésrejtek egykori nindzsája, az Akacukiban Hidan társa, aki kapzsiságból csatlakozott a szervezethez. Kakuzu azért kapta a halhatatlan Hidant társául, mivel határtalan kapzsisága és a pénz imádata gyakran sarkallta arra, hogy végezzen társaival. Kakuzu testét fekete fonalak alkotják, mely lehető teszi számára, hogy összevarrjon dolgokat, mint például Hidan elvesztett testrészeit. A fonalak képesek átvágni a húst, amit Kakuzu arra használ, hogy kitépje ellenfelei még dobogó szívét és azt a saját testébe ültesse a Dzsiongu (地怨虞; Hepburn: Jiongu) nevű tiltott dzsucu segítségével, így meghosszabbítva saját életét. Saját állítása szerint már Szendzsu Hasirama, Avarrejtek első hokagéjának idejében is életben volt. Kakuzu összesen négy szívet képes tárolni állati maszkokban a hátára varrva. Az álarcokat le tudja választani testéről, hogy azok segítségével elemi támadásokat hajtson végre, majd ismét gyorsan visszahívni azokat ha szüksége lenne a bennük tárolt szívekre. Kakuzu szívei egymás után pusztulnak el az Avarrejtek nindzsáival való csata során. Mikor Uzumaki Naruto támadásai után utolsó szíve is a megállás határára kerül, Hatake Kakasi már könnyedén végezni tud Kakuzuval.
Az eredeti animében Kakuzu hangját kölcsönző szeijú Hasi Takaja, angol szinkronhangja Fred Tatasciore.

### Pain
Pain (ペイン; Pein) az Akacuki alapítója és vezetője, Konan társa. Első megjelenése alkalmával csupán sötét körvonalai láthatóak, teljes kinézete a sorozat Második része folyamatosan mutatkozik meg. A rejtélyes alakról végül kiderül, hogy az valójában Deva Pain, csupán egyike annak a hat testnek, akiket együtt Pain Rokudónak (ペイン六道, ’A fájdalom hat útja’) hívnak. A testek, melyeket egyetlen tudat irányít, a buddhista hitvilág hat újjászületési formájáról, vagy „ösvényéről” kapták neveiket. Az egyes testek közös vonása narancssárga színű hajuk és különböző testékszerek viselése, mely Kisimoto szándéka szerint „veszélyesebb” kinézetet kölcsönözzön neki, valamint a testékszerek felhelyezése során érzett fájdalom is utalás a szereplő nevére (az angol „pain”, vagyis „fájdalom” szóból). A testek mindegyike birtokában van a Rinnegannak (輪廻眼, ’'Újjászületés szeme'’) is, egy egyedi szemtechnikának mely a pupillájuk körüli koncentrikus körökben mutatkozik meg, és képessé teszi őket arra, hogy vizuális információkat osszanak meg egymás között és így koordinálják a támadásaikat. Pain titkának felfedezése a Második rész egyik fő cselekményeleme, melynek során a valódi Pain személyazonosságára is fény derül.
A hat testet Nagato (長門) irányítja, aki akárcsak Konan, egykor Esőrejtek egyik árvája volt. Nagatót, mielőtt még Deva Painné vált volna, Dzsiraija képezte ki Jahikóval (弥彦; Hepburn: Yahiko) együtt. A Dzsiraija mellett töltött idő alatt ébredt fel benne a Rinnegan képessége és az a vágy, hogy békét teremtsen a világban. Miután Jahiko Hanzó miatt életét vesztette, Nagato úgy érezte, hogy csak akkor teremthet békét, ha előbb megismerteti a világgal a háború valódi kínjait. Ennek elérése érdekében felvette a Pain nevet és meghódította Esőrejteket, majd megölte Hanzót és annak szeretteit, így gyakorlatilag egy istenhez hasonló tiszteletre szert téve Esőrejtek lakói körében. A sorozat Második részében Dzsiraija megpróbálja megölni Paint és megakadályoznia annak tervét, de halála előtt csak arra sikerül rájönnie, hogy Pain hogyan is működik. Nagato a holttesteken elhelyezett testékszerek segítségével áramoltatja át beléjük csakráját, így képes azokat feltámasztani és távolról irányítani. Ezzel együtt egyedi képességekkel is felruházza azokat. Az Állat-ösvény számos teremtményt képes megidézni, a Preta-ösvény képes elnyelni a támadások erejét. A Deva-ösvény képes tárgyakat vonzani és taszítani, a Naraka-ösvény fel tud támasztani más holttesteket. A hat test irányítása nagy megterhelést jelent Nagato számára, akinek saját teste ezért teljesen legyengült és erőtlen. Narutónak sikerül legyőznie mind a hat testet, melyek közül Deva Pain maradt utoljára talpon. Narutónak végül a további harc helyett sikerül elnyernie Nagato bizalmát, aki úgy dönt feláldozza az életét, hogy feltámassza mindazokat, akik Avarrejtek ostroma alatt életüket vesztették. Nagato holttestét Konan vitte vissza Esőrejtekbe.
Az eredeti animében Pain hangját kölcsönző szeijú Horiucsi Kenjú, az angol változat 135. epizódjában Pain cameo-megjelenése alkalmával Dave Wittenberg kölcsönözte a szereplő hangját, a többi epizódban pedig Troy Baker.

### Konan
Konan (小南) az Akacuki vezetőjének, Painnek a társa, az egyetlen női nindzsa a szervezetben. Kisimoto eredetileg obszcén külsőt szeretett volna adni neki, melyben kebleiből több látszódott volna. Konan még kicsi korában árvult el az Esőrejtek által vívott csaták idején, így már korán arra kényszerült, hogy megvédje és gondoskodjon magáról. Az árvára Dzsiraija talált rá és vette pártfogásába; arra oktatta, hogy tovább fejlessze természet adta fogékonyságát az origami iránt. Konan harcstílusának éppen ezért fontos eleme a papír. Testét számtalan papírlapra tudja szétválasztani, melyek felett teljes irányítást gyakorol; képes velük felderíteni az adott területet vagy fegyverekké alakítani őket. A papírlapokból szárnyakat is tud formálni magának, melyek egyben tükrözik Esőrejtekben kapott nevét, „Isten angyalát” is, amit arról kapott, hogy gyakran ő teljesíti „Isten”, vagyis Pain akaratát. A képességeit nagyban korlátozza ha nedvesség éri, mivel a papírlapok így összetapadnak és elveszítik tartásukat. Konan közvetlenül Pain halála után elhagyta az Akacukit, majd Tobival (Ucsiha Obito) folytatott párharca során életét veszti.
Az eredeti animében Konan hangját kölcsönző szeijú Tanaka Acuko.

### Ucsiha Madara
Ucsiha Madara (うちはマダラ; Hepburn: Madara Uchiha) Avarrejtek egyik alapítója és az Ucsiha klán védjegyévé vált Mangekjó Saringan nevű technika első használója. Bár ez a technika elég hatalommal ruházta fel, hogy átvegye a hatalmat az Ucsiha klán felett, a Mangekjó Saringan túlzott használata teljesen tönkretette szemeit, amiket saját testvére szemeivel pótolt. Madara később összefogott Szendzsu Hasiramával és ketten megalapították Avarrejteket. Hasirama Madarát ajánlja a hokage posztjának betöltésére, azonban a nép nem őt támogatta. Később el is hagyta a falut. Kettejük között párviadalra került sor, mely végén Madara látszólag életét vesztette. Remeteként élt tovább barlangrendszerében. Hasirama sejtjeit magába ülteti, emiatt felébred benne a Rinnegan szemtechnika, amit később a csecsemő Nagatoba ülteti. A negyedik mizukagéban levő háromfarkú felett megszerzett irányítás miatt az egész ködrejteket irányítani tudja. Ekkor nevezik Vérködrejteknek.
Miután Obitót majdnem kilapított egy szikla, felébredt Madaránál, akit először "halálnak" vélt a kaszája miatt. Obitónak összezúzta a szikla a jobb oldalát, ezért Madara Szendzsu Hasirama mesterséges testét rávarrta a bal oldalára. Hamarosan Zecu elmondja Obitonak, hogy a "vér"ködrejtekiek körbevették Kakasit és női csapattársukat Rint. Obito Kakasiéknak indul segíteni Zecuval, azonban Rin öngyilkos lesz, és mire Obito odaér, már késő. Miután lemészárolt Kakasin kívül mindenkit, visszamegy Madarához, hogy kitanítsa őt. Madara halála előtt Obitora bízza a nevét a feltámadásáig.
A negyedik nagy ninja háborúban Kabuto feltámasztja az Edo Tensei segítségével, amit sikeresen kijátszik, így amikor Itacsi visszavonja a dzsucut, Madara nem tűnik el.
Az eredeti animében a hangjukat kölcsönző szeijúk: Tobinak Takagi Vataru, Madarának Ucsida Naoja, Tobi angol szinkronhangja Michael Yurchak.

## Sólyom

A Sólyom: Karin, Ucsiha Szaszuke, Hózuki Szuigecu és Dzsúgo

A Sólyom (鷹; Taka), eredeti nevén Kígyó (蛇; Hebi), nevű csapatot Ucsiha Szaszuke hozta létre Orocsimaru egykori alattvalóiból, azzal a céllal hogy megtalálják és megöljék az Ucsiha klán lemészárlásáért felelősnek tartott bátyját, Ucsiha Itacsit. Itacsi halála után Szaszuke megtudja, hogy a klán kiirtását Avarrejtek rendelte el. Szaszuke ekkor új nevet és küldetést ad a csapatnak: a Sólyom feladata, hogy elpusztítsa Avarrejteket. Céljuk elérése érdekében Szaszuke laza együttműködésbe kezd az Akacukival is, hogy segítsen a bűnszervezetnek elfognia a nyolc farkú démont. Ekkor az együttműködés jelképeként a Sólyom tagjai az Akacuki egyenruháját is magukra öltötték, de az Akacukit jelképező felhők nem voltak rajta.

### Ucsiha Szaszuke
Ucsiha Szaszuke (うちはサスケ; Hepburn: Sasuke Uchiha) eredetileg az Avarrejtekhez tartozó 7-es Csapat tagja, a Sólyom megalapítója és vezetője. Kisimoto Maszasi a sorozat főhőse, Uzumaki Naruto riválisának alkotta meg, egy „rideg zseninek” mely tulajdonság az író szerint a tökéletes riválist jellemzi. Bátyjával, Ucsiha Itacsival Szaszuke egyike klánja még élő tagjainak. Szaszuke egyetlen célja, hogy végezzen bátyjával, ami miatt visszahúzódóvá és rideggé vált. A Kohohában és csapattársaival, elsősorban a Narutóval töltött idő alatt ez a bosszúvágy némiképp tompulni kezd. Bátyjával való összecsapása során az Első részben Itacsi könnyedén legyőzi Szaszukét, aminek hatására az elhagyja a falut, hogy Avarrejtek ellenségének, Orocsimarunak a segítségével tegyem szert nagyobb erőre. A Második rész cselekményének fontos része, hogy csapattársai megpróbálják elszakítani Orocsimarutól és falujukba visszavinni őt.
Az eredeti animében Szaszuke hangját kölcsönző szeijú Szugijama Noriaki, angol szinkronhangja Yuri Lowenthal. A Jetix és az Animax által sugárzott magyar változatban egyaránt Szaszuke Pálmai Szabolcs hangján szólal meg.

### Hózuki Szuigecu
Hózuki Szuigecu (鬼灯水月; Hepburn: Suigetsu Hōzuki) Orocsimaru egykori kísérleti alanya és a Sólyom tagja. Szuigecu igen nyílt és őszinte, emiatt gyakran összeszólalkozott a Sólyom vezetőjével, Ucsiha Szaszukével, akinek pozícióját azonban idővel elfogadta és később még életét is kockáztatta, hogy megvédje őt. Szuigecu képes testét folyékony halmazállapotúvá alakítani, mely ugyan segít neki elhárítani a legtöbb fizikai támadást, de ugyanakkor igen sebezhetővé is teszi őt az elektromossággal szemben. Miközben folyékony állapotból szilárdba alakítja vissza testét, képes megnövelni végtagjai méretét is, mellyel párhuzamosan testi ereje is megnövekszik. Szuigecu a sorozat tényleges cselekményben való első megjelenése előtt egyike akart lenni a Köd Hét Kardforgatójának, Ködrejtek harcosainak egy csoportjának, akik erőszakosságukról híresek. Mivel képtelen volt bekerülni a csapatba, Szuigecu elkezdte összegyűjteni a Hét Kardforgató kardjait. Nem sokkal a Sólyomhoz való csatlakozása után sikerül megszereznie Momocsi Zabuza óriáskardját, a Kubikiri Hócsót (首斬り包丁, ’Kivégzők kardja’), és reméli, hogy Hosigaki Kiszame Szamehadája is nemsokára az ő birtokába fog kerülni. A negyedik nagy nindzsaháborúban Szuigecu megjegyzi Dzsúgónak, hogy szeretné újra létrehozni a saját módján a Köd Hét Kardforgatójának szervezetét.
Az eredeti animében Szuigecu hangját kölcsönző szeijú Kondo Takasi.

### Karin
Karin (香燐) az Uzumaki klán tagja. Orocsimaru egykori kísérleti asszisztense, a második tag aki csatlakozott a Sólyomhoz. Karin szemei és haja vörös színű, szokatlan frizurája az egyik oldalon rövid és csapzott, a másikon hosszú és ápolt. Mikor Szuigecuval és Dzsúgóval van vagány és erőszakos természete kerül előtérbe, Szaszukével viszont inkább flörtölni szeret. Karin már szinte egészségtelen megszállottságot mutat Szaszuke irányában: kincsként őrzi a fiú viseletes és piszkos ruháját és azt tervezi, hogy egyszer majd „letámadja”, ha a csapattársai már elaludtak. Karin Szaszuke iránti érzései még gyermekkoráig nyúlnak vissza, amikor a csúnin vizsgán Fűrejtek geninjeként vett részt és Szaszuke megmentette őt egy nagy medvétől. Szaszuke Simura Danzóval vívott harca során Karin súlyosan megsebesül, a harc végén pedig Szaszuke végezni akar vele, mivel sérülten nincs már rá szüksége és túl sokat tud a tervéről. Csak Szakura megjelenésének köszönheti életét. Szaszuke árulása után Karint már nem érdekli ő többé, otthagyja a Takát és Avarrejtekbe tart Narutóékkal.
Karin különleges képessége, hogy a csakra segítségével bárkit meg tud találni vagy követni nagy távolságról és még a követett személy csakrájában bekövetkezett apróbb változásokat is képes érzékelni. Hatake Kakasi véleménye szerint Karin igen tehetséges csakra-nyomkövető nindzsa, mivel képes volt érzékelni, hogy egy nyolcfős csapattal közeledett hozzájuk és még azt is meg tudta állapítani, hogy az egyikük egy kutya. Karin képes továbbá másokat meggyógyítani úgy, hogy megengedi a sérültnek, hogy belé harapjon és „igyon” a csakrájából. Ezzel a módszerrel akár halálos sebeket is képes begyógyítani, testén viszont megmaradnak a harapások hegei.
Karin fiatalkorában Uzushiogakurei (az Uzumaki klán lakhelye, Örvényben rejtőző falu) menekültként élt Fűrejtekben. Az anyja a fűrejteki kórházban dolgozott, mint gyógyító, akibe elég beleharapni és meggyógyulsz. Egyik este a kórház dolgozója felkereste otthon, és bevitte a kórházba, mivel az anyja a sok harapástól meghalt, és le kellett váltania a műszakjában, és ha ellenkezett, azzal jöttek neki, hogy mivel kívülálló, ezért nem érdekli a falu. Miután 13 éves korában elbukott a Csúnin vizsgán, a kórházi dolgozó elküldte gyógyítani az északi erődítménybe, ahol a Kaguya klán élt, és gyilkolászott mindenkit. Orocsimaru épp akkortájt talált rá, amikor két fűrejteki elkapta, és el akarta adni, mint szökevényt, de Orochimaru kígyója megette őket. Onnantól kezdve Karin Orochimarunak dolgozik.
Az eredeti animében Karin hangját kölcsönző szeijú Tódzsó Kanako.

### Dzsúgo
Dzsúgo (重吾; Hepburn: Jūgo) utolsóként csatlakozott a Sólyomhoz. Szellemileg igen labilis személy, vérszomjas és szelíd természete rendszertelenül és hirtelen váltakozik. Dzsúgo vérszomjas állapotában képes maga körül mindenkit lemészárolni, majd miután ismét kitisztul az elméje, kétségbeesetten próbál megvédeni magától másokat. Dzsúgo azért csatlakozik a Sólyomhoz, mivel Ucsiha Szaszuke megígéri neki, hogy ügyelni fog rá, hogy ne bánthasson senkit, ráadásul Szaszuke Kimimaróra emlékezteti őt. Egykor Dzsúgo ugyanezen reményben kereste meg Orocsimarut is, hogy kordában tudja tartani heves hangulatváltozásait. Orocsimaru a vizsgálatok során elkülönített egy enzimet Dzsúgo véréből, mely lehetővé tette számára, hogy teste radikális változásokon menjen keresztül. Ezen enzim segítségével Orocsimaru megalkotta átokbillogját, mellyel legerősebb szolgálóit jelölte meg. Bár az Orocsimaru által finomított átalakulás jóval irányíthatóbb, de csupán egyetlen alak használatát teszi lehetővé. Dzsúgo az átalakulásait a helyzetnek megfelelően képes változtatni, és ezt akár csak egyetlen testrészére is képes korlátozni. Emellett képes testét beolvasztani olyan személyekbe, akik birtokolják, vagy birtokolták az átokbillogot és így gyógytani azok sérüléseit. A folyamat mellékhatásaként Dzsúgo fiatalodni kezd.
Az eredeti animében Dzsúgo hangját kölcsönző szeijú Szakagucsi Súhei.

## Egyéb negatív szereplők

### Momocsi Zabuza
Momocsi Zabuza (桃地再不斬; Hepburn: Zabuza Momochi) az egyik legelső negatív szereplő aki feltűnik a sorozatban. Egykor egyike volt a Köd Hét Kardforgatójának, Ködrejtek harcosainak egy csoportjának. Zabuza hatalmas kardját Kubikiri Hócsónak (首斬り包丁, ’Kivégzők kardja’) hívják, mely halála után Hózuki Szuigecu birtokába került. Zabuza és társai egy sikertelen puccs után menekülni kényszerültek falujukból mely után bérgyilkosokként kezdtek tevékenykedni. Mint más Ködrejtekből származó nindzsa, Zabuza is jártas a víz-alapú technikákban. Valódi tehetsége azonban az orvgyilkosságok kivitelezésében mutatkozik meg: köddel borítja be a környezetét, melyben áldozatát hang alapján közelíti meg és minden nagyobb feltűnést elkerülve végez vele. Zabuza utolsó küldetése az volt, hogy gyilkoljon meg egy Tazuna nevű férfit. A gyilkosságot azonban Tazuna testőre, Hatake Kakasi megakadályozta. Zabuza hosszas késlekedése miatt megbízója visszavonta a megbízását és alkalmatlansága miatt megpróbálta őt kiiktatni. Zabuzának ugyan sikerült előbb végeznie megbízójával, de a harc során ő maga is halálos sebet kapott, elveszítette mindkét karját és minden csakráját a Kakasi elleni harcban és nem sokkal ezután meg is halt.
Az eredeti animében Zabuza hangját kölcsönző szeijú Isizuka Unsó, angol szinkronhangja Steven Blum. A Jetix magyar változatában Zabuza Seder Gábor, az Animax által sugárzott magyar változatban pedig Maday Gábor hangján szólal meg.

### Haku
Haku (白) Momocsi Zabuza jobbkeze és leghűségesebb követője. Haku igen nőies megjelenésű, olyannyira, hogy mikor a sorozat főhőse, Uzumaki Naruto először találkozott vele, azt hitte róla, hogy lány és azt mondta: „még Szakuránál is csinosabb”. Haku fiatal korában árvult el, mikor apja megölte édesanyját, mikor rájött, hogy az birtokában van a Kekkei genkainak, Hakut is megölte volna, ha az nem előzi meg őt ebben önvédelemből. A kallódó fiút végül Zabuza vette szárnyai alá, aki felismerte benne a tehetséget és mintegy eszközként kezdte használni őt. Ennek a nevelésnek a hatására Hakuba beivódott a feltétel nélküli hűség Zabuza iránt, és csupán abban látta élete értelmét, hogy hasznos legyen tanára számára. Haku halálát is ez a hűség okozza: saját testével védi Zabuzát Hatake Kakasi villám-támadásától, melybe bele is hal. Haku genetikai öröksége a jég típus (氷遁; hjóton, ’jég felszabadítás’), mely segítségével képes a szelet és a vizet felhasználva jeget létrehozni. Ezen képességét arra használja fel, hogy jégfallal vegye körül ellenfeleit, majd tűkkel dobálja meg őket olyan pontossággal, hogy bizonyos területek eltalálásával akár halál közeli állapotot is elő tud idézni. Ez a módszer tükrözi békepárti jellemvonását is; annak ellenére, hogy nindzsa, nem szeret harcolni és inkább anélkül akar felülkerekedni ellenfelein, hogy megölné őket.
Az eredeti animében Haku hangját kölcsönző szeijú Aszano Majumi, angol szinkronhangja Susan Dalian. A Jetix magyar változatában Haku Törtei Tünde, az Animax által sugárzott magyar változatban pedig Kováts Dániel hangján szólal meg.

### Kuroszuki Raiga
Kuroszuki Raiga (黒鋤雷牙; Hepburn: Raiga Kurosuki) a Ködrejtek hét kardforgatóinak egykori tagja. Csak az animesorozat első részében jelenik meg egy aranybányánál, amikor Naruto a Gai csapattal megy küldetésre. Raiga a helyi lakosokat rabszolgaként dolgoztatta a bányában, aki ellene szegült élve eltemette. Néhány falusinak sikerül megszöknie, ők kérik Narutóék segítségét. Raiga fegyvere egy kiba ikerkard, amikkel képes manipulálni a villámokat. Hűséges társa egy fiú, Ranmaru, aki akkor társult vele, amikor a Víz Országának egyik falvát dúlták fel. Raiga érdeklődését elsősorban a fiú különleges szemtechnikája keltette fel, aminek nagy hasznát vette a harcokban. Ranmaru rendszerint egy zsákban utazott Raiga hátán. Raiga, miután úgy hitte, hogy Ranmaru elárulta, a saját villámjával vetett véget a saját életének.
Az eredeti animében Kuroszuki Raiga hangját kölcsönző szeijú Fudzsivara Keidzsi, angol szinkronhangja Roger Craig Smith. Az Animax által sugárzott magyar változatban Kuroszuki Raiga Galbenisz Tomasz hangján szólal meg.

## A szereplők fogadtatása
Annak ellenére, hogy a sorozatban számos negatív szereplő tűnt fel, a Mania.com Orocsimarut nevezte „az első igazi gonosztevőnek”, mivel a megelőző fejezetek fő negatív szereplőjével, Momocsi Zabuzával szemben számára nem voltak enyhítő körülmények cselekedeteire. Az Anime News Network véleménye szerint Ucsiha Itacsit háttere és a szereplő bemutatása a sorozat legjobb része volt, és a szereplő szerkesztőségükben is nagy népszerűségnek örvend. Az Active Anime dicsérően írt Kimimaro és Rock Lee párharcáról, melyet „az egész animesorozat legjobbjának” nevezett. Az IGN véleménye szerint ez a párharc egy „friss fuvallat” erejével hatott és grafikailag is a sorozat legjobban kivitelezett összecsapásai közé tartozott.
A Sónen Jump hivatalos népszerűségi szavazásain néhányan a sorozat gonosztevői közül igen előkelő helyen végeztek. Ucsiha Itacsi első megjelenése óta a mangában nagy népszerűségnek örvendett a sorozat olvasó körében, a népszerűségi listán a legmagasabb helyezése a hatodik hely volt. Haku és Momocsi Zabuza legjobb helyezései a nyolcadik és kilencedik hely volt. Deidara az utolsó, 2006-os szavazás alkalmával a harmadik helyen végzett.